# Mandelinka mátová
Mandelinka mátová (Chrysolina herbacea) je brouk z čeledi mandelinkovití.

## Popis
Tento druh je obvykle světle kovově zelený, přičemž někteří jedinci mají zlatavě fialový odlesk. Existují barevné variace, přičemž některé exempláře, zejména samičky, se zbarvují od zlatavě červené až po tmavě modrou. Základní zbarvení brouků je shodné s jejich nohama.
Mandelinka mátová je velká a má podlouhlý oválný tvar, dospělí brouci mohou být velcí 8–10 mm a mají černě zbarvené larvy, které se živí také listy máty. Dospělci mají vyvinutá křídla, ale létají jen zřídka.
Vizuálně lze mandelinku mátovou zaměnit s mnohem vzácnějším broukem Chrysolina graminis, stejně jako s broukem Cryptocephalus hypochaeridis a s broukem Chrysolina coerulans.

## Rozšíření
Druh se vyskytuje na evropských ostrovech Velká Británie a Irsko a v Evropě od Portugalska po Kavkaz, Turecko, západní části střední Asie a severní Indii.

## Výskyt
Mandelinka mátová žije nejraději na vlhkých místech u řek a na bažinatých polích, upřednostňuje různě vlhká stanoviště, dále v lesích, parcích a zahradách. Jako hostitelské rostliny preferuje několik druhů z čeledi Lamiaceae, zejména mátu.
Brouci jsou aktivní od května do září, ve Velké Británii se dospělí brouci začínají objevovat v dubnu nebo květnu, převládají koncem května nebo začátkem června a zůstávají aktivní po celé léto.

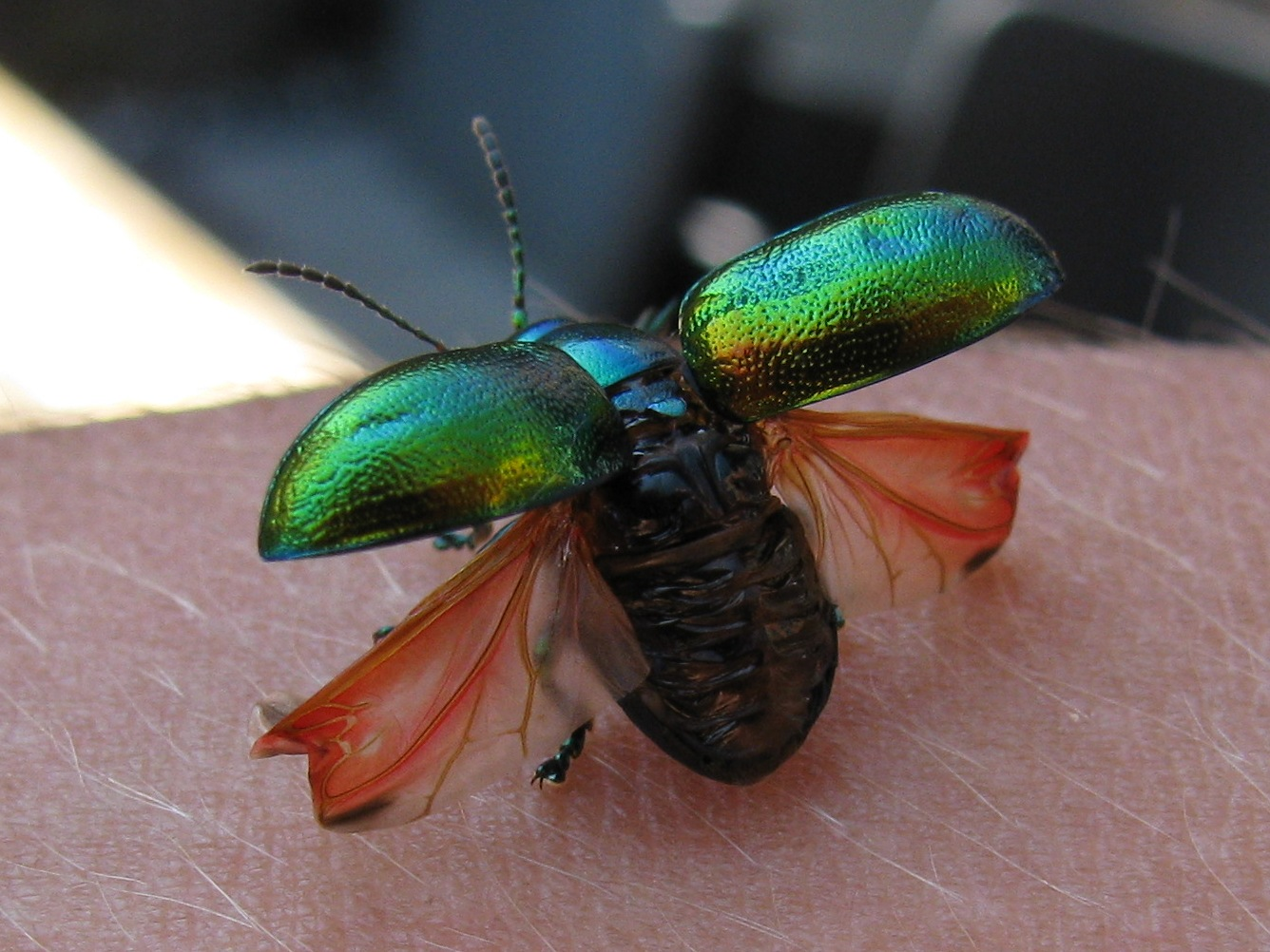
Křídla mandelinky mátové

Dospělci kladou vajíčka v květnu a červnu, přičemž larvy se líhnou v polovině nebo na konci června. Larvy se živí po celé léto a poté přezimují, v dubnu jsou opět aktivní a krátce poté se kuklí v půdě.